# Оскар Лутс
Оскар Лутс (ест. Oskar Luts; *7 січня 1887, Йервепера — †23 квітня 1953, Тарту) — естонський письменник і драматург.